# Centistes punctatus (Chen & Van Achterberg)
Centistes punctatus is een insect dat behoort tot de orde vliesvleugeligen (Hymenoptera) en de familie van de schildwespen (Braconidae). De wetenschappelijke naam van de soort werd voor het eerst geldig gepubliceerd door Chen & Van Achterberg in 1997.